# Офицеры (телесериал)
«Офице́ры», они же «Офицеры: Последние Солдаты Империи» — российский восьмисерийный фильм 2006 года. Премьерный показ телесериала был на Первом канале с 10 по 20 июля 2006 года. Телесериал получил высокие рейтинги зрительского внимания, был выдвинут на две номинации русской телевизионной премии ТЭФИ, но от критиков удостоился смешанных отзывов.

## Сюжет
Действие происходит во время войны в Афганистане и гражданских войн в Африке. Главные герои — Егор Осоргин (Ставр) и Александр Гайдамак (Шуракен) — лучшие друзья и спецназовцы, готовые прийти на выручку друг другу в любую трудную минуту жизни, но судьба распорядилась так, что они стали и соперниками в любви — они оба влюблены в одну девушку по имени Женя.

## В ролях
| Актёр               | Роль |
| ------------------- | --- |
| Алексей Макаров     | офицер секретного спецподразделения ПГУ КГБ СССР (Первого Главного Управления) КГБ СССР (позже ГРУ ГШ МО России) Егор Алексеевич Осоргин («Ставр») |
| Сергей Горобченко   | офицер секретного спецподразделения ПГУ КГБ СССР (Первого Главного Управления) КГБ СССР (позже ГРУ ГШ МО России) Александр Гайдамак («Шуракен»)    |
| Эльвира Болгова     | Женя (в титрах — Эля Болгова) (в телесериале «Офицеры»)                                                                                            |
| Екатерина Вуличенко | Женя (в телесериале «Офицеры 2») |
| Александр Дедюшко   | командир секретного спецподразделения ПГУ КГБ СССР (Первого Главного Управления) КГБ СССР, полковник Иван Егорович Марченко («Командор»)           |
| Алексей Маклаков    | инструктор учебного центра ПГУ КГБ СССР по рукопашному бою, офицер Пётр Алексеевич Подшибякин                                                      |
| Александр Балуев    | полковник 10-го Главного управления ГШ ВС СССР Вадим Николаевич Ширяев старший военный советник в Африке                                           |
| Михаил Ефремов      | офицер 4-го отдела 3-го Главного Управления КГБ СССР, подполковник Семён Иванович Петренко особист секретной станции                               |
| Василий Лановой     | Генерал МО СССР Алексей Фёдорович Осоргин отец Егора                                                                                               |
| Михаил Жигалов      | Владимир Сергеевич генерал ПГУ КГБ СССР (позже ГРУ ГШ МО России)                                                                                   |
| Владимир Чуприков   | врач советского военного госпиталя, майор медицинской службы Павел Петрович                                                                        |
| Лев Прыгунов        | генерал-лейтенант ГШ МО СССР |
| Александр Яцко      | Аспид-1 советский военный лётчик в Сантильяно |
| Вадим Андреев       | Аспид-2 советский военный лётчик в Сантильяно |
| Александр Рапопорт  | майор Хиттнер комендант центра распределения военнопленных военной полиции США в Африке                                                            |
| Вячеслав Кулаков    | Геннадий Павлович молодой преподаватель 1-го МОЛМИ                                                                                                 |
| Анатолий Гущин      | Костян хулиган из рыбацкого посёлка, одноклассник Гайдамака                                                                                        |
| Григорий Сиятвинда  | Док советский врач госпиталя в Сантильяно |
| Игорь Арташонов     | «добрый» следователь, офицер следственного отдела ГРУ                                                                                              |
| Владимир Карпович   | Кейт |
| Ходжадурды Нарлиев  | афганский полевой командир |

## Съёмочная группа
| Сценарист            | Елена Караваешникова |
| Режиссёр-постановщик | Мурад Алиев          |
| Оператор-постановщик | Вадим Алисов         |
| Художник             | Юрий Устинов         |
| Композитор           | Алексей Шелыгин      |

## Признание
Фильм был номинирован в 2007 году на премию ТЭФИ в номинациях «Телевизионный художественный сериал» и «Исполнитель мужской роли в телевизионном фильме/сериале» (Алексей Макаров в роли Егора Осоргина).

## Рейтинги
В день премьеры, десятого июля 2006 года, доля телезрителей составила 44,1 % при рейтинге 14,4 %; это был самый высокий показатель за неделю с 10 по 16 июля среди всех телепередач всех каналов. Последующие серии также пользовались популярностью у телезрителей: в частности, восьмая, заключительная, серия собрала долю 39,2 % при рейтинге 12,4 %, что также являлось самым высоким показателем среди всех телепередач за неделю с 17 по 23 июля.
23 февраля 2007 года, в День защитника Отечества, Первый канал сделал телесериал «Офицеры» стержневым для своей эфирной программы: в течение этого праздничного дня были показаны все восемь серий телесериала; кроме того, был показан советский фильм «Офицеры» и документальный фильм о его создании, а праздничный концерт носит название «Офицеры. 35 лет в строю». Повторный показ также собрал весьма высокие рейтинги — сериал стал третьей по популярности передачей за неделю с 19 по 25 февраля с долей телезрителей 33,9 % при рейтинге 12,4 %.

## Критика
По мнению российского киноведа и критика Юрия Богомолова, телесериал «Офицеры» является ответом на вновь возникший после развала СССР запрос массового зрителя на военно-патриотическую мифологию. Богомолов характеризует данный потребительский запрос как потребность психологического реванша, потребность в «некоем общем историко-географическом пространстве».
Первый канал выстрелил в эфир сериал «Офицеры», где идея пока что сугубо психологического реванша облачена в художественную форму. И не просто в художественную, а в мифологическую.
При этом Богомолов отмечал, что создатели сериала избегали придавать своим персонажам какую-либо идеологию. Для героев превыше всего офицерская честь и семья, в этой установке прослеживается определённая преемственность с одноимённым советским фильмом. Также, по мнению Богомолова, художественная сторона сериала оказалась не на высоте и ему прежде всего не хватило лирической составляющей.
Телевизионный критик Ирина Петровская в интервью на радио «Эхо Москвы» дала невысокую оценку телесериалу, заметив, что у неё вызвало раздражение эксплуатация названия «очень хорошего советского фильма „Офицеры“».
Сериал положительно оценил кинорежиссёр Алексей Балабанов, отметив достоверность сюжета.